# Victor Lindelöf
Victor Jörgen Nilsson Lindelöf (Västerås, Municipio de Västerås, 17 de julio de 1994) es un futbolista sueco que juega de defensa y se encuentra sin equipo.

## Trayectoria

### Inicios
Comenzó su carrera en clubes de su localidad Västerås, como el Ik Franke, Västerås IK y el Västerås SK, con este último equipo fue parte de la plantilla que logró el ascenso a la segunda división.

### Benfica
El 1 de diciembre de 2011 fichó por el Benfica de Portugal, y el 8 de junio de 2015 su contrato fue extendido hasta 2020. Luego de su paso por el equipo joven del club donde ganó el Campeonato Nacional de Juniores, debutó con el primer equipo el 19 de octubre de 2013 por la Copa de Portugal en la victoria por 1-0 contra el CD Cinfães. Pasó por el Benfica B y para la temporada 2015-16 jugó algunos encuentros con el primer equipo. El 16 de febrero de 2016, jugó todo el encuentro de la Liga de Campeones de la UEFA en casa contra el Zenit de San Petersburgo. Cuatro días después anotó su primer gol con el Benfica, en la victoria por 3-1 contra el Paços de Ferreira en partido de la Primeira Liga.

### Manchester United
El 10 de junio de 2017 el Manchester United anunció que llegó a un acuerdo con el jugador por €35 millones. Lindelöf luego de pasar los exámenes médicos el 14 de junio, firmó por el club por cuatro años.
Debutó con los diablos rojos en la Supercopa de la UEFA 2017 contra el Real Madrid y luego de dos meses, el 14 de octubre, debutó en la Premier League contra el Liverpool.
Dejó el club después de ocho campañas y 284 apariciones al final de la temporada 2024-25 una vez expiró su contrato. En esos ocho años marcó cuatro goles y ganó una FA Cup y una Copa de la Liga.

## Selección nacional
Tras jugar en las categorías sub-17, sub-19 y sub-21, finalmente el 24 de marzo de 2016 hizo su debut con la selección absoluta de Suecia. Fue en un encuentro amistoso contra Turquía que finalizó con un marcador de 2-1 a favor del combinado turco, tras los goles de Andreas Granqvist para Suecia, y un doblete de Cenk Tosun para Turquía.
Fue parte del equipo sueco que jugó la Eurocopa 2016 en Francia y en junio de 2018 fue uno de los 23 que compitieron en la Copa del Mundo de la FIFA 2018 en Rusia.

#### Participaciones en Copas del Mundo
| Mundial                        | Sede  | Resultado        | Partidos | Goles |
| ------------------------------ | ----- | ---------------- | -------- | ----- |
| Copa Mundial de Fútbol de 2018 | Rusia | Cuartos de final | 4        | 0     |

#### Participaciones en Eurocopa
| Copa          | Sede    | Resultado        | Partidos | Goles |
| ------------- | ------- | ---------------- | -------- | ----- |
| Eurocopa 2016 | Francia | Fase de grupos   | 3        | 0     |
| Eurocopa 2020 | Europa  | Octavos de final | 4        | 0     |

### Goles internacionales
| # | Fecha                   | Estadio                           | Oponente    | Gol | Resultado | Competición                                          |
| - | ----------------------- | --------------------------------- | ----------- | --- | --------- | ---------------------------------------------------- |
| 1 | 10 de octubre de 2016   | Friends Arena, Solna, Suecia      | Bulgaria    | 3-0 | 3-0       | Clasificación para la Copa Mundial de Fútbol de 2018 |
| 2 | 20 de noviembre de 2018 | Friends Arena, Solna, Suecia      | Rusia       | 1-0 | 2-0       | Liga de Naciones de la UEFA 2018-19                  |
| 3 | 5 de septiembre de 2019 | Tórsvøllur, Tórshavn, Islas Feroe | Islas Feroe | 0-3 | 0-4       | Clasificación para la Eurocopa 2020                  |

## Estadísticas

### Clubes
Actualizado al último partido disputado el 25 de mayo de 2025.
| Club                               | Div.          | Temporada     | Liga  | Liga  | Copas nacionales | Copas nacionales | Copas internacionales | Copas internacionales | Total | Total |
| Club                               | Div.          | Temporada     | Part. | Goles | Part.            | Goles            | Part.                 | Goles                 | Part. | Goles |
| ---------------------------------- | ------------- | ------------- | ----- | ----- | ---------------- | ---------------- | --------------------- | --------------------- | ----- | ----- |
| Västerås SK · Suecia               | 3.ª           | 2009          | 1     | 0     | 0                | 0                | ―                     | ―                     | 1     | 0     |
| Västerås SK · Suecia               | 3.ª           | 2010          | 9     | 0     | 0                | 0                | ―                     | ―                     | 9     | 0     |
| Västerås SK · Suecia               | 2.ª           | 2011          | 27    | 0     | 0                | 0                | ―                     | ―                     | 27    | 0     |
| Västerås SK · Suecia               | 3.ª           | 2012          | 13    | 0     | 0                | 0                | ―                     | ―                     | 13    | 0     |
| Västerås SK · Suecia               | Total club    | Total club    | 50    | 0     | 0                | 0                | 0                     | 0                     | 50    | 0     |
| S. L. Benfica "B" Portugal         | 2.ª           | 2012-13       | 15    | 0     | ―                | ―                | ―                     | ―                     | 15    | 0     |
| S. L. Benfica "B" Portugal         | 2.ª           | 2013-14       | 33    | 2     | ―                | ―                | ―                     | ―                     | 33    | 2     |
| S. L. Benfica "B" Portugal         | 2.ª           | 2014-15       | 41    | 1     | ―                | ―                | ―                     | ―                     | 41    | 1     |
| S. L. Benfica "B" Portugal         | 2.ª           | 2015-16       | 7     | 0     | ―                | ―                | ―                     | ―                     | 7     | 0     |
| S. L. Benfica "B" Portugal         | Total club    | Total club    | 96    | 3     | 0                | 0                | 0                     | 0                     | 96    | 3     |
| S. L. Benfica Portugal             | 1.ª           | 2013-14       | 1     | 0     | 1                | 0                | 0                     | 0                     | 2     | 0     |
| S. L. Benfica Portugal             | 1.ª           | 2014-15       | 0     | 0     | 1                | 0                | 0                     | 0                     | 1     | 0     |
| S. L. Benfica Portugal             | 1.ª           | 2015-16       | 15    | 1     | 4                | 0                | 4                     | 0                     | 23    | 1     |
| S. L. Benfica Portugal             | 1.ª           | 2016-17       | 32    | 1     | 7                | 0                | 8                     | 0                     | 47    | 1     |
| S. L. Benfica Portugal             | Total club    | Total club    | 48    | 2     | 13               | 0                | 12                    | 0                     | 73    | 2     |
| Manchester United F. C. Inglaterra | 1.ª           | 2017-18       | 17    | 0     | 6                | 0                | 6                     | 0                     | 29    | 0     |
| Manchester United F. C. Inglaterra | 1.ª           | 2018-19       | 30    | 1     | 3                | 0                | 7                     | 0                     | 40    | 1     |
| Manchester United F. C. Inglaterra | 1.ª           | 2019-20       | 35    | 1     | 8                | 0                | 4                     | 0                     | 47    | 1     |
| Manchester United F. C. Inglaterra | 1.ª           | 2020-21       | 29    | 1     | 5                | 0                | 11                    | 0                     | 45    | 1     |
| Manchester United F. C. Inglaterra | 1.ª           | 2021-22       | 28    | 0     | 2                | 0                | 5                     | 0                     | 35    | 0     |
| Manchester United F. C. Inglaterra | 1.ª           | 2022-23       | 20    | 0     | 8                | 0                | 7                     | 0                     | 35    | 0     |
| Manchester United F. C. Inglaterra | 1.ª           | 2023-24       | 19    | 1     | 5                | 0                | 4                     | 0                     | 28    | 1     |
| Manchester United F. C. Inglaterra | 1.ª           | 2024-25       | 16    | 0     | 3                | 0                | 6                     | 0                     | 25    | 0     |
| Manchester United F. C. Inglaterra | Total club    | Total club    | 194   | 4     | 40               | 0                | 50                    | 0                     | 284   | 4     |
| Total carrera                      | Total carrera | Total carrera | 388   | 9     | 53               | 0                | 62                    | 0                     | 503   | 9     |

## Palmarés

### Títulos nacionales
| Título                | Club                    | País       | Año  |
| --------------------- | ----------------------- | ---------- | ---- |
| Division 1 Norra      | Västerås SK             | Suecia     | 2010 |
| Primeira Liga         | S. L. Benfica           | Portugal   | 2014 |
| Copa de la Liga       | S. L. Benfica           | Portugal   | 2014 |
| Copa de Portugal      | S. L. Benfica           | Portugal   | 2014 |
| Primeira Liga         | S. L. Benfica           | Portugal   | 2016 |
| Copa de la Liga       | S. L. Benfica           | Portugal   | 2016 |
| Supercopa de Portugal | S. L. Benfica           | Portugal   | 2016 |
| Primeira Liga         | S. L. Benfica           | Portugal   | 2017 |
| Copa de Portugal      | S. L. Benfica           | Portugal   | 2017 |
| Copa de la Liga       | Manchester United F. C. | Inglaterra | 2023 |
| FA Cup                | Manchester United F. C. | Inglaterra | 2024 |

### Títulos internacionales
| Título          | Selección     | Sede            | Año  |
| --------------- | ------------- | --------------- | ---- |
| Eurocopa Sub-21 | Suecia sub-21 | República Checa | 2015 |

### Distinciones individuales
| Distinción        | Año        |
| ----------------- | ---------- |
| Premio Guldbollen | 2018, 2019 |